# Pseudovermis setensis
Pseudovermis setensis é uma espécie de molusco pertencente à família Pseudovermidae.
A autoridade científica da espécie é Fize, tendo sido descrita no ano de 1961.
Trata-se de uma espécie presente no território português, incluindo a zona económica exclusiva.